# Schwobfeld
Schwobfeld ist eine Gemeinde in der Verwaltungsgemeinschaft Ershausen/Geismar im thüringischen Landkreis Eichsfeld.

## Geographische Lage

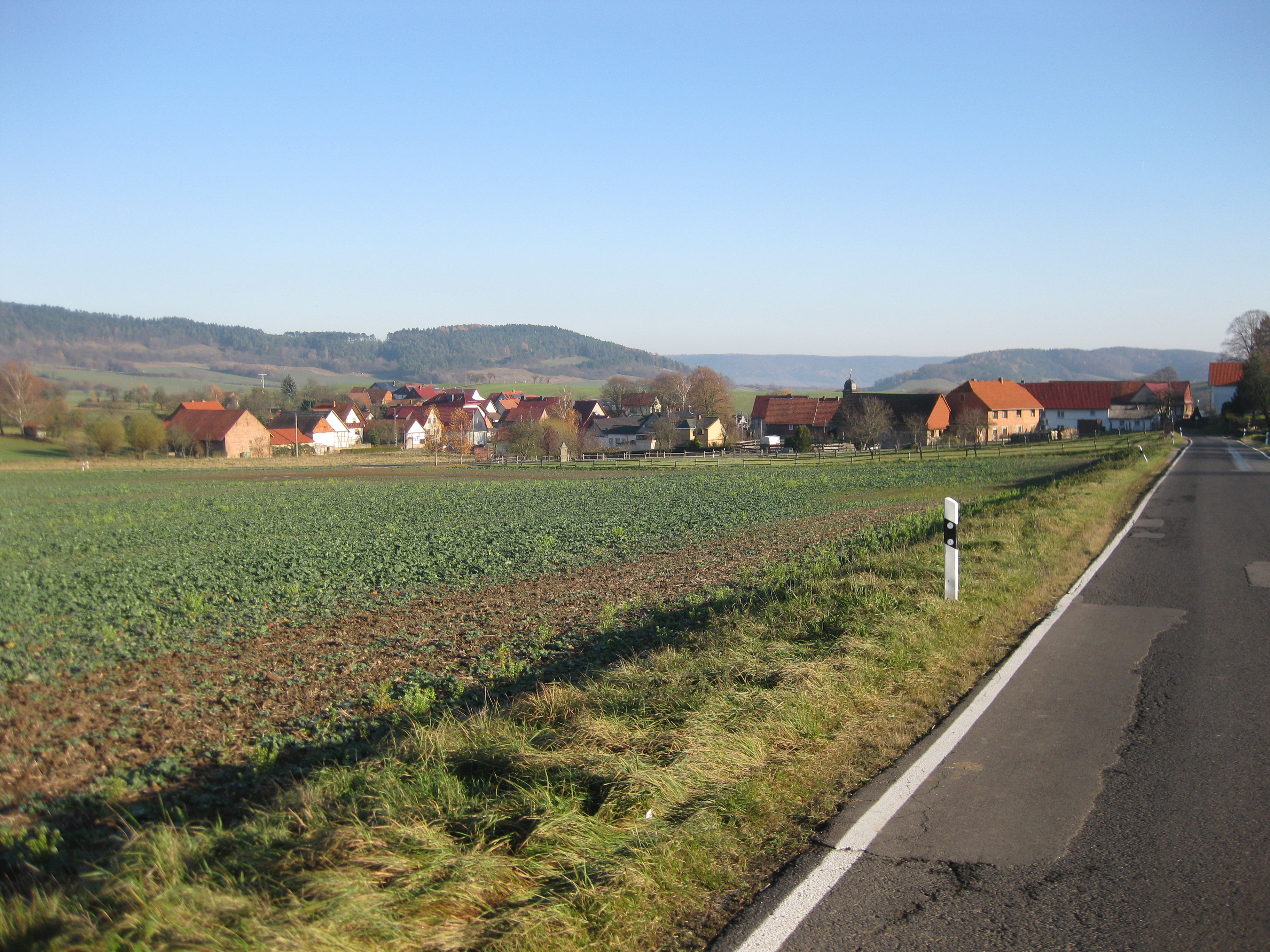
Ansicht auf Schwobfeld von Westen

Die Gemeinde Schwobfeld befindet sich etwa 10 Kilometer (Luftlinie) südlich der Kreisstadt Heiligenstadt am südwestlichen Rand des Eichsfeldes. Die Gemarkung liegt auf einer höhergelegenen Senke zwischen dem Rachelsberg (523,4 m) im Südwesten und dem Höheberg (520,8 m) im Nordosten. Hier befindet sich auch das Quellgebiet der Rode, einem Nebenarm der Frieda.
Nachbarorte sind Dieterode im Norden, Rüstungen im Osten, Wiesenfeld im Südosten und Weidenbach im Westen.

## Geschichte
Der Ort wurde 1323 als „Swabfelde“ erstmals urkundlich erwähnt. Zu dieser Zeit gehörte der Ort bereits zu Kurmainz, zum Burgbezirk des Amtes Greifenstein. Die heutige Ruine Greifenstein befindet sich acht Kilometer südöstlich vom Ort bei Geismar. In einer Urkunde des Gerlach von Nassau 1364 geben die Landgrafen von Thüringen und Markgrafen von Meißen den Herren von Hanstein das Dorf als erbliches Lehen.  Schwobfeld grenzte im Westen an das hessische Amt Altenstein, die Verhältnisse vor Ort waren also von jeher durch eine Grenzlage bestimmt. 1802 bis 1807 wurde der Ort preußisch und kam dann zum Königreich Westphalen. 1815 bis 1945 war er Teil der preußischen Provinz Sachsen.
Das Dorf Schwobfeld zählte um 1840 laut einer statistischen Untersuchung   163 katholische Einwohner. Schwobfeld bestand damals aus 24  Wohnhäusern, 34 Stallungen und Scheunen, einer Schenke und drei Gemeindehäusern. Im Ortszentrum befinden sich die Allerheiligen-Kirche und der Dorfanger. Die Schule besuchten  schulpflichtige 15  Knaben und 15 Mädchen.
Ein Lebensmittelhändler   (Victualienhändler) und ein Schankwirt versorgten die Lebensmittel.
Der gesamte Viehbestand umfasste 23 Pferde, 68 Rinder, 153 Schafe, 12 Ziegen und 38 Schweine.
Die  Dorfflur umfasste 737 Morgen Fläche, die landwirtschaftliche    Nutzfläche umfasste davon 533 Morgen  Ackerland, 13 Morgen Gartenland, 24 Morgen Wiesen. Ferner wurden 50  Morgen Gemeindewald und 115 Morgen  Brachland genannt.
1945 bis 1949 kam der Ort zur sowjetischen Besatzungszone und war ab 1949 Teil der DDR. Von 1961 bis zur Wende und Wiedervereinigung 1989/1990 wurde Schwobfeld von der Sperrung der nahen innerdeutschen Grenze beeinträchtigt. Seit 1990 gehört der Ort zum wieder gegründeten Bundesland Thüringen.

## Wappen
Das am 31. März 1998 genehmigte Wappen der Gemeinde bezieht sich auf ein Märchen der Gebrüder Grimm, das die Abenteuer von sieben Schwaben auf ihrer tölpelhaften Wanderung durch die Welt schildert. Als Anspielung auf den eigenen Ortsnamen und „redendes Symbol“ war diese Darstellung bereits 1951 in das Gemeindesiegel aufgenommen worden.
Das Wappen zeigt auf grünem Hintergrund sieben synchron hintereinander schreitende Männer in Silber, die gemeinsam waagerecht eine silberne Lanze halten.

### Einwohnerentwicklung
Entwicklung der Einwohnerzahl (31. Dezember):
| - 1994: 124 - 1995: 124 - 1996: 121 - 1997: 127 - 1998: 122 - 1999: 119 | - 2000: 114 - 2001: 109 - 2002: 111 - 2003: 112 - 2004: 114 - 2005: 107 | - 2006: 108 - 2007: 113 - 2008: 112 - 2009: 113 - 2010: 121 - 2011: 120 | - 2012: 120 - 2013: 120 - 2014: 109 - 2015: 113 - 2016: 110 - 2017: 112 | - 2018: 111 - 2019: 111 - 2020: 104 - 2021: 103 - 2022: 106 |

Datenquelle: Thüringer Landesamt für Statistik

## Politik

### Gemeinderat
Der    Gemeinderat von Schwobfeld  setzt sich aus 6 Ratsfrauen und Ratsherren    zusammen.
- Wahlvorschlag FFw: 4 Sitze
- Wahlvorschlag Heimatverein: 2 Sitze

(Stand:   Kommunalwahl  2014)

### Bürgermeister
Der ehrenamtliche Bürgermeister Andres Müller (FFw) wurde erstmals 2004 gewählt, er wurde 2010 und 2016 wiedergewählt.

## Sehenswürdigkeiten
Als Sehenswürdigkeiten werden die Kirche „Aller Heiligen“  (1990 bis 1993 renoviert) und der von Linden umstandene Dorfanger bezeichnet. Für die kulturellen Veranstaltungen wurde ein Bürgerhaus geschaffen.  In der Flur befinden sich mehrere Feld- und Wetterkreuze als Zeichen der Volksfrömmigkeit.  Östlich vom Ort  erheben sich, den Talrand begrenzend, die markanten Dieterröder Klippen. Ein beliebtes Ausflugsziel für Besucher ist die kaum zwei Kilometer entfernte Burgruine Altenstein an der hessisch-thüringischen Landesgrenze. Der ehemalige Grenzstreifen wird als Fernwanderweg und Naturschutzprojekt Grünes Band ausgewiesen.
Geologisch interessant ist der Schlittstein (416 m), eine Aufwölbung aus Dolomit östlich des Johannesberges innerhalb der Eichenberg–Gotha–Saalfelder Störungszone.